# Туринский государственный архив
Туринский государственный архив (итал. Archivio di Stato di Torino) — государственный архив в итальянском городе Турин (область Пьемонт), созданный в XVIII веке; основой коллекции стали географические карты, собранные графами и герцогами Савойских, к которым со временем были добавлены архивы известных семей Сардинского королевства, местных ассоциаций и промышленных предприятий; документы, охватывающие 1300 лет истории региона, занимают стеллажи, «простирающиеся» на 83 километра.

## История и описание
Туринский государственный архив ведёт свою историю со времён Средневековья: старые карты в его коллекции, принадлежавшие графам Савойи, датируются XII веком, хотя первое упоминание о самом архиве относится к XIV веку. Архив Савойской династии, хранившийся в Средние века в Шамбери (столице графства), вскоре разделился на две части: первая была нацелена на сохранение «титулов», то есть политически и юридически значимых документов о династия (в частности, императорские и папские концессии, внешнеполитические договоры, брачные контракты); вторая была предназначена для хранения документов, связанных с бухгалтерским учетом и финансами государства.
Архив «титулов» по воле герцога Эмануэле Филиберто переехал в Турин, новую столицу с 1563 года. В XVIII веке, после приобретения присоединения к государству Сардинии, придворный архив стал центральным для нового королевства — и был размещен на своём нынешнем месте рядом Королевским дворцом, построенном архитектором Филиппо Джуваррой в период с 1731 по 1733 год (в тот период финансовый архив также был перевезён в Турин). Толстые огнеупорные стены должны были изолировать здание от последствий пожаров в соседних строениях — стены спасли архив в 1936 году, когда пожар, уничтоживший «Teatro Regio», не перекинулся на помещение архива. В 1925 году архив занял своё второе помещение — его отделение расположилось в бывшем здании больницы «Ospedale San Luigi Gonzaga».
В 1996 году была создана «ассоциация друзей Государственного архива» (Associazione Amici dell’Archivio di Stato di Torino) — с целью более широкого ознакомления общественности с документальным наследием, хранящимся в государственном архиве, и поддержки мероприятий, проходящих в его стенах: таких как выставки, публикации, конференции и семинары.